# Co słychać, koteczku?
Co słychać, koteczku? – brytyjsko-amerykański film komediowy z 1965 roku, w reżyserii Clive’a Donnera, na podstawie scenariusza Woody’ego Allena.

## Fabuła
Michael James (Peter O’Toole) jest notorycznym kobieciarzem. Jego narzeczona Carole (Romy Schneider), namawia go do małżeństwa. Michael, początkowo niechętnie, postanawia się zgodzić i ograniczyć kontakty z innymi kobietami. Nie jest to łatwe, ponieważ jako redaktor czasopisma poświęconego modzie, codziennie spotyka się z modelkami i innymi kobietami z branży, które bardzo łatwo się w nim zakochują. Pomocy szuka u psychoanalityka Fritza Fassbendera (Peter Sellers), który sam ma problemy natury emocjonalnej. Kolejne kobiety, poznane podczas grupowej psychoterapii, ulegają urokowi Michaela i stają się przyczyną dalszych komplikacji. O ile problemem Michaela jest nadmiar kobiet, o tyle jego przyjaciel Victor (Woody Allen) stara się znaleźć choć jedną.
Końcówka filmu, w której wszyscy bohaterowie po różnorodnych perypetiach trafiają do hotelu Chateau Chantelle ma charakter komedii slapstickowej i kończy się gonitwą gokartów.
Michael i Carole biorą ślub, ale chwilę po nim świeżo upieczona małżonka robi scenę zazdrości Michaelowi, za zwrócenie uwagi na wypisującą dokumenty asystentkę burmistrza (w jej roli wystąpiła Françoise Hardy, uważana za francuski symbol seksu).

## Obsada
- Peter Sellers – Dr. Fritz Fassbender
- Peter O’Toole – Michael James
- Romy Schneider – Carole Werner
- Capucine – Renée Lefebvre
- Paula Prentiss – Liz Bien
- Woody Allen – Victor Shakapopulis
- Ursula Andress – Rita
- Michel Subor – Philippe
- Eddra Gale – Anna Fassbender
- Howard Vernon – lekarz
- Sabine Sun – pielęgniarka
- Eléonore Hirt – Sylvia Werner, matka Carole
- Jess Hahn – Mr. Werner, ojciec Carole
- Françoise Hardy – asystentka burmistrza

## Nagrody
Muzyka Burta Bacharacha, a także wykonywana przez Toma Jonesa piosenka tytułowa What's New Pussycat? ze słowami Hala Davida były nominowane do Oscara.